# Phryganoporus candidus
Phryganoporus candidus är en spindelart som först beskrevs av Ludwig Carl Christian Koch 1872.  Phryganoporus candidus ingår i släktet Phryganoporus och familjen Desidae. Inga underarter finns listade i Catalogue of Life.